# Kathy Treible
Kathleen „Kathy“ Treible, nach Heirat Kathy Treible Slaton (* 9. September 1961), ist eine ehemalige Schwimmerin, aus den Vereinigten Staaten. Sie gewann eine Silbermedaille bei Weltmeisterschaften.

## Sportliche Karriere
Kathy Treible belegte bei den Weltmeisterschaften 1978 in West-Berlin den vierten Platz über 100 Meter Brust mit 0,39 Sekunden Rückstand auf die drittplatzierte Britin Margaret Kelly. Treible schwamm auch im Vorlauf der 4-mal-100-Meter-Lagenstaffel, die dann im Finale mit Tracy Caulkins auf der Brustlage Gold gewann. 1978 erhielten Schwimmerinnen, die nur im Vorlauf dabei waren, noch keine Medaillen.
1982 bei den Weltmeisterschaften in Guayaquil belegte Treible den achten Platz über 100 Meter Freistil. Die 4-mal-100-Meter-Freistilstaffel mit Susan Habernigg, Kathy Treible, Elisabeth Washut und Jill Sterkel erschwamm die Silbermedaille mit fast zwei Sekunden Rückstand auf die Staffel aus der DDR und 0,20 Sekunden Vorsprung vor den Niederländerinnen. Treible schwamm auch im Vorlauf der Lagenstaffel, die im Finale den zweiten Platz belegte. Im Jahr darauf bei den Panamerikanischen Spielen 1983 in Caracas wurde Treible Vierte über 100 Meter Freistil.
Kathy Treible studierte an der University of Florida und schwamm für die Florida Gators, das Sportteam der Universität. 1995 wurde sie in die Hall of Fame ihrer Universität aufgenommen.